# معمارية 36 بت

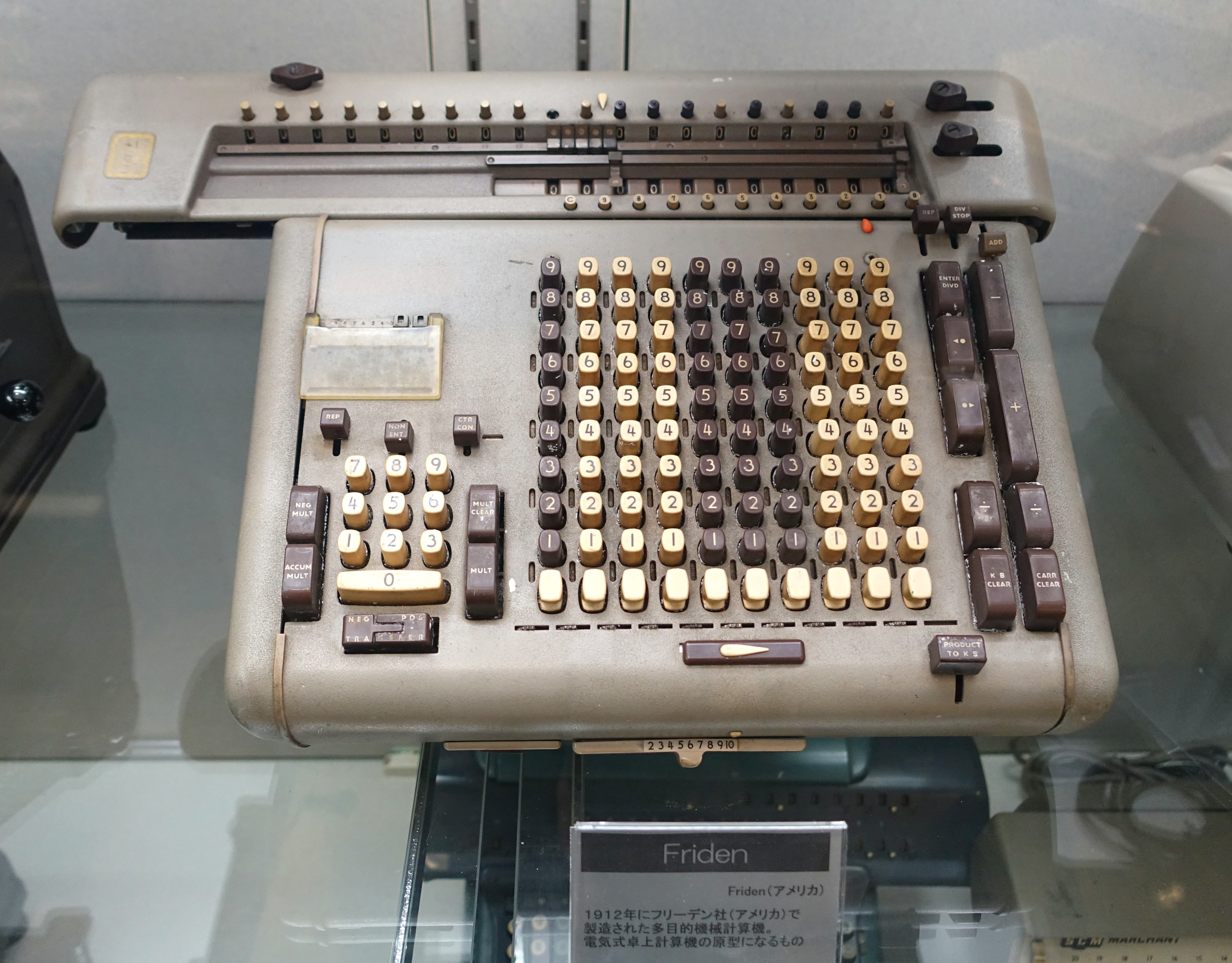

في معمارية الحاسوب الأعداد الصحيحة 36-بت وعنوان مادي أو غيرها من وحدات بيانات هي التي تكون في أغلب الأحيان 36- بت بإتساع (6 أحرف). معمارية الحاسوب لـ وحدة المعالجة المركزية 36-بت ووحدة الحساب والمنطق تعتمد علي سجل وحدة المعالجة المركزية وناقلات العناوين أو ناقل بهذا الحجم.
كان العديد من الحاسبات الأولي المطروحة في السوق العلمي لها طول كلمة 36-بت. كان هذا الطول للكلمة طويل بما فيه الكفاية ليمثل الأعداد الصحيحة الموجبة والسالبة بدقة عشرة أرقام عشرية (الحد الأدنى هو 35 بت). كما أتاحت تخزين ستة أحرف أبجدية عددية مشفرة في تشفير حروف 6-بت. قبل ظهور الحاسبات الآلية كان أحدث ما ظهر في دقة الحسابات العلمية والهندسية هي آلة حاسبة ميكانيكية تعمل بالكهرباء بها عشرة أرقام ثنائية مثل تلك التي صنعها فريدمان ومارشانت ومونرو. في هذه الآلات الحاسبة كان يوجد عمود من المفاتيح لكل رقم ثنائي ومشغلات مدربة لاستخدام كافة الأصابع عند إدخال الأعداد لذا فإنه في حين أن بعض الآلت الحاسبة المتخصصة بها أعمدة أكثر إلا أن 10 كان الحد العملي. كن علي الحاسبات الآلية ـ بصفتها منافس جديد ـ أن ترقي لهذه الدقة. أجهزة الحاسب الآلي العشرية المباعة في ذاك العصر مثل IBM 650 وIBM 7070 كان طول الكلمة فيها 10 أرقام ثنائية كما كان في إينياك أحد أوائل الحاسبات الآلية.
من بين الحاسبات التي كان طول الكلمة فيها 36-بت ما يلي: TX-2, من معمل لينكولن في معهد ماساتشوستس للتقنية, وحاسبات آي بي إم 701/704/709/7090/7094, وحاسبات يونيفاك 1103/1103A/1105/1100/2200, وحاسبات جنرال إليكتريك GE-600 وهني ويل6000, وحاسبات شركة المعدات الرقمية (معالج البيانات المبرمج -6) و(معالج البيانات المبرمج -10) (التي كانت تستخدم في DECsystem-10 وDECSYSTEM-20, وكذلك حاسبات السلسلة Symbolics 3600 series. الآلات الأصغر مثل معالج البيانات المبرمج -1 ومعالج البيانات المبرمج -9 ومعالج البيانات المبرمج -15 تستخدم كلمات 18-بت لذا فالكلمة المزدوجة تكون 36 بت. الحاسوب (إيدساك) كان يستخدم نفس الخطة.
استخدمت هذه الحاسبات عنونة كلمات 18-بت وليس عنونة البايت مما يتيح مساحة عنوان 218 كلمة 36-بت أي سعة تخزين 1 ميجابايت تقريباً. كان العديد منها محدود بنفس القدر من مساحة الذاكرة المادية أيضاً. البنيات التي استمرت تطورت مع الوقت لتدعم مساحات عناوين افتراضية أكبر باستخدام شرائح الذاكرة أو غيرها من الآليات.
تتضمن حزمة الأحرف الشائعة :
- أحرف 6-بت فيلداتا أو نظام عشري مشفر ثنائيا لشركة آي بي إم (شائعة الاستخدام في المراحل الأولي)
- أحرف 7-بت وبت واحد غير مستخدم (الاجتماع التقليدي بين معالج البيانات المبرمج -6/10, والذي يسمي أسكي 5-7). و
- أحرف 8-بت (7-بت أسكي وبت واحد غير مستخدم أو 8-بت الكود الموسع للتبادل الرمزي بين الثنائي والعشري. إبسيدك) و4 بت غير مستخدم
- أحرف 9-بت (اتفاق مولتكس

تم استخراج الأحرف من الكلمات إما باستخدام عمليات التحول القياسية أو باستخدام أجهزة ذات أغراض خاصة تدعم 6-بت و9-بت أو الأحرف متنوعة الأطوال. استخدم حاسوب يونيفاك 1100/2200 نظام تحديد الكلمات الجزئي من التعليمات (المجال J) للوصول إلي الأحرف. استخدم الحاسوب GE-600 كلمات خاصة غير مباشرة للوصول إلي الأحرف 6-بت و9-بت، جهاز معالج البيانات المبرمج -6/10 كان به تعليمات خاصة للوصول إلي مجالات البايت عشوائية الطول. تتطلب سي (لغة برمجة) أن يمكن الدخول لأي ذاكرة كـ بايت لذا يمكن تطبيق لغة سي علي آلات 36-بت تستخدم 9-بت بايت
في الوقت الذي قدمت فيه شركة آي بي إم System/360, تحول الحساب العلمي إلي العمليات الحسابية على أعداد الفاصلة العائمة ولم تعد الآلات الحاسبة الميكانيكية منافسة. كما تضمنت نظم 360 تعليمات لمختلف أطوال العمليات الحسابية العشرية لأغراض التطبيقات التجارية، فأصبحت ممارسة استخدام أطوال الكلمات التي كانت قوة ثنائية ممارسة عامة سريعاً.